# Herbert Kunze (Sportfunktionär)
Herbert Kunze (* 14. November 1908 in Berlin; † 31. August 2007 in München) war ein deutscher Eishockey- und Tennisspieler sowie Eishockeyfunktionär.

## Leben und Wirken
Herbert Kunze studierte Rechtswissenschaft und Volkswirtschaftslehre. Zum 1. Mai 1933 trat er der NSDAP bei (Mitgliedsnummer 2.594.305) und war von Juni 1933 bis Mai 1936 Mitglied der SS. Er war von 1940 bis 1945 als Regierungsrat im Reichsfinanzministerium angestellt. 1947 eröffnete er eine Kanzlei in Düsseldorf, die er 1974 nach München verlegte. Außerdem war er von 1951 bis 1966 Mitglied der Geschäftsführung des Bundesverbandes deutscher Banken in Köln.
Kunze begann als aktiver Eishockey- und Tennisspieler beim Berliner Sport-Club und war dort von 1942 bis 1945 Geschäftsführender Präsident des Clubs. 1948 wurde er erster Präsident des Deutschen Eissport-Verbandes (DEV) und blieb dies 44 Jahre lang bis 1992. Er war Mitbegründer des Nationalen Olympischen Komitees (NOK) und des Deutschen Sportbundes (DSB).
Er begleitete die deutsche olympische Mannschaft als Delegationsleiter bei den Olympischen Winterspielen von 1952 in Oslo bis 1964 in Innsbruck. Bei den Olympischen Sommerspielen 1972 in München war er Generalsekretär des Organisationskomitees.
Herbert Kunze wurde mehrfach ausgezeichnet. Er hat das Große Bundesverdienstkreuz erhalten, war Ritter der Ehrenlegion (Frankreich), hat den Goldenen Ehrenring der Stadt München erhalten und hat den Bayerischen Verdienstorden verliehen bekommen. Er war Ehrenmitglied des Deutschen Eissport-Verbandes und des Deutschen Eishockey-Bundes (DEB). 1981 erhielt er den Olympischen Orden des Internationalen Olympischen Komitees.
Herbert Kunze verstarb am 31. August 2007 im Alter von 98 Jahren.